# 南アフリカ航空201便墜落事故
南アフリカ航空201便墜落事故（South African Airways Flight 201）は、世界最初の商業用ジェット旅客機に起きた一連のコメット連続墜落事故最後の航空事故である。

## 事故の概要

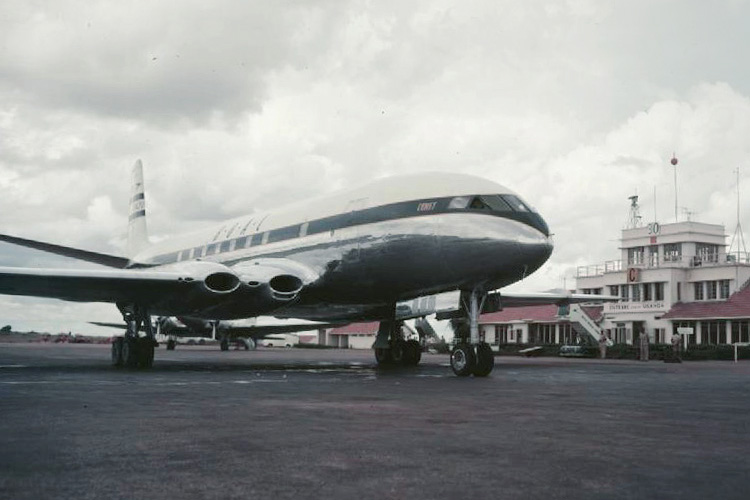
英国海外航空のコメットMk.I

1954年4月8日、南アフリカ航空201便は英国海外航空からリースされていたコメット1型機（機体記号G-ALYY、コールサイン:"ヨーク・ヨーク"「York York」）で運航されており、イギリスのロンドンを出発して南アフリカ共和国のヨハネスブルグに向かう飛行計画であった。
しかし当日の201便は、前日、経由地であったローマのチャンピーノ空港からの出発前点検で翼上パネルのボルト30本が緩んだうえに燃料系統にトラブルがあることが判明したため、出発見合わせとなっており、25時間遅れの18時32分（協定世界時、以下同じ）にチャンピーノ空港を離陸しカイロに向かっていた。
19時05分にカイロの航空管制塔に「カイロへの到着時間は21時02分」と送信した直後の19時07分ごろに、ナポリ南東のストロンボリ島付近50km沖合のティレニア海上空高度30000フィートを巡航中に空中爆発し墜落した。この事故で乗員（全て南アフリカ国籍）7名と乗客14名の21名全員が死亡した。空中爆発直後に航空管制官が201便に何度も通信を試みたが、返事が無いため遭難したと判明した。この時の無線通信を傍受していたドイツのラジオ局によって事故の速報が世界中に流された。
翌日に英国欧州航空のアンバサダー旅客機や、イギリス海軍所属の空母イーグルと駆逐艦ダーリンなどの船舶と空母艦載機アベンジャーによる空と海からの大捜索が行われたが、いくらかの漂流していた機体残骸と5名の遺体を収容しただけに終わった。その後、犠牲者1名の遺体が海岸に漂着した。

## 事故原因
事故機は1952年の製造から2年しか経過しておらず、飛行時間は2704時間で、飛行回数もわずか900回程度であった。しかし、コメットは当時の航空工学では判明していなかった与圧胴体の金属疲労によって、クラック（亀裂）が発生し、最終的には針を刺された風船が破裂するように、クラックから一気に噴出した与圧空気が胴体を引き裂く空中分解が発生したのが原因であったと判明した。
201便の墜落現場の水深は1000m近くもあり、当時の技術ではサルベージ出来ないとされ回収されなかったが、先に全く同じ状況で墜落した英国海外航空781便の機体検証や実機による実験によって、空中分解のメカニズムが判明した。詳細はコメット連続墜落事故を参照のこと。